# زياد الصحفي
زياد الصحفي (بالإنجليزية: Ziad Al-Sahafi)‏؛ مواليد 3 فبراير 1994 في جدة، السعودية، هو لاعب كرة قدم سعودي يلعب في نادي أبها السعودي معارًا من نادي الاتحاد.

## الأندية
بدأ في نادي الاتحاد في عام 2015 وقام اللاعب زياد الصحفي بتجديد التعاقد مع نادي الاتحاد السعودي لمدة عاميين قادميين وذلك في الأول من أبريل 2022 

### نادي التعاون
أعاره نادي الاتحاد إلى نادي التعاون في صيف 2022 بعد رفض المدرب البرتغالي نونو سانتو استمراره في الفريق.

## روابط خارجية
- زياد الصحفي على موقع ناشيونال فوتبول تيمز (الإنجليزية)
- زياد الصحفي على موقع Soccerway.com (الإنجليزية)
- زياد الصحفي على موقع عالم كرة القدم.نت (الإنجليزية)